# Никитин, Иван Никитович
Иван Никитович Никитин (2 апреля 1918, Смоленская область — 3 января 2009, Москва) — командир танка Т-34 20-й танковой бригады, старший сержант — на момент последнего представления к награждению орденом Славы.

## Биография
Родился 2 апреля 1918 года в деревне Кузнечиха Гагаринского района Смоленской области. В 1936 году семья переехала в Москву. В том же году Иван, закончивший ещё в деревне школу-семилетку, устроился работать на Люблинский литейно-механический завод слесарем.
В 1938 году был призван в Красную Армию. Военную службу проходил в Белоруссии, под Минском, пехотинцем в стрелковом полку. Принимал участие в военных действиях по освобождению Западной Белоруссии в 1939 году. В составе своего полка участвовал в войне с Финляндией 1939—1940 годов. В боях на Карельском перешейке был ранен, лечился в Ленинградском госпитале. В 1940 году был демобилизован.
Вернулся в Москву на свой литейно-механический завод, только на этот раз в механический сборочный цех. С началом Великой Отечественной войны продолжал работать на заводе, так как имел бронь как специалист, участвующий в производстве военной продукции. Днем трудился на заводе, по ночам дежурил на крышах домов и сбрасывал зажигательные бомбы.
В декабре 1941 года был призван в армию. В боях на подступах к Москве, под Волоколамском, будучи уже командиром отделения, получил тяжелое ранение. В течение месяца лечился в Уфе. После госпиталя был направлен в танковую школу. Изучал сначала американские легкие и средние танки, затем на трехмесячных курсах в Пятигорске переучился на Т-34, получил специальность башенного стрелка.
Вернувшись на фронт, воевал в составе 20-й танковой бригады, стал командиром танка. Участвовал в боях за освобождение Белоруссии, Польши.
10 июля 1944 годы в боях за города Парчев, Радзынь-Подляски старший сержант Никитин вместе с экипажем подавил 2 противотанковые пушки, подбил бронетранспортер, 3 автомашины с грузами, истребил более 10 солдат. Приказом от 23 августа 1944 года старший сержант Никитин Иван Никитович награждён орденом Славы 3-й степени.
14 января 1945 года в боях за город Радом старший сержант Никитин в составе экипажа танка поразил штурмовое орудие, 2 бронетранспортера, 6 автомашин с военным имуществом, 3 противотанковых пушки и свыше 20 вражеских солдат. Был представлен к награждению орденом Славы. 1 февраля 1945 года в бою у города Штернберг, находясь в дозоре, огнём из пушки подбил 2 танка, 3 автомашины с боеприпасами и уничтожил свыше 10 пехотинцев противника. Приказом от 25 февраля 1945 года старший сержант Никитин Иван Никитович награждён орденом Славы 3-й степени. Приказом от 8 марта 1945 года старший сержант Никитин Иван Никитович награждён орденом Славы 2-й степени.
Вместе со своей частью дошел до Франкфурта-на-Майне. Здесь снова был серьезно ранен, в третий раз за войну. День победы встретил в госпитале. После войны больше года продолжал служить в танковых войсках. В 1946 году был демобилизован.
Возвратился в Москву на свой Люблинский литейно-механический завод. Длительное время работал нормировщиком. В 1954 году без отрыва от производства окончил железнодорожный техникум и стал работать инженером по технике безопасности.
Указом Президиума Верховного Совета СССР от 24 октября 1966 года в порядке перенаграждения Никитин Иван Никитович награждён орденом Славы 1-й степени. Стал полным кавалером ордена Славы.
Выйдя на заслуженный отдых, ветеран вёл большую общественную работу, много внимания уделял патриотическому воспитанию молодёжи. Участник юбилейного Парада Победы 1995 года. В сентябре 2006 года ему было присвоено звание «Почётный житель муниципального образования Текстильщики в Москве». Жил в городе-герое Москве.
Умер 3 января 2009 года. Похоронен на Люблинском кладбище в Москве.
Награждён орденами Отечественной войны 1-й степени, «Знак Почёта», Славы 3-х степеней, медалями.